# کاردندن
کاردندن (به انگلیسی: Cardenden) یک روستا در اسکاتلند است که در فایف واقع شده‌است.